# 岡田尚之
岡田 尚之（おかだ なおゆき、1978年2月19日 - ）は、日本のテノール、オペラ歌手である。愛知県豊橋市
在住。

## 略歴
東京藝術大学音楽学部声楽科卒業、同大学院音楽研究科声楽専攻修了。
その後は、新国立劇場オペラ研修所第6期生として、3年間研修。
2008年に、プッチーニ作曲のオペラ『蝶々夫人』のピンカートン役でプロデビュー。
2011年に、イタリアジェノヴァのカルロ・フェリーチェ劇場に、モーツァルト作曲『魔笛』の僧侶役および武士役で国際デビュー。
その後、カルロ・フェリーチェ劇場にはほぼ毎シーズン登場しており、初めは脇役を演じていたが、ジョルダーノ作曲『フェドーラ』のローリス・イパノフ役で、公開リハーサルの際に代役を務め注目され、ヴェルディ作曲『シモン・ボッカネグラ』のガブリエーレ・アドルノ役、『ドン・カルロ』のタイトルロールを演じた。

## 受賞歴
- 2007年 第14回ジュゼッペ・ディ・ステーファノ国際声楽コンクール特別審査員賞
- 2010年 第21回五島記念文化賞オペラ新人賞

## レパートリー
| 役名                       | 作品名                          | 作曲家                   |
| -------------------------- | ------------------------------- | ------------------------ |
| ロドルフォ                 | ラ・ボエーム                    | プッチーニ               |
| マリオ・カヴァラドッシ     | トスカ                          | プッチーニ               |
| ピンカートン               | 蝶々夫人                        | プッチーニ               |
| ルイージ                   | 外套                            | プッチーニ               |
| リヌッチョ                 | ジャンニ・スキッキ              | プッチーニ               |
| カラフ                     | トゥーランドット                | プッチーニ               |
| アルフレード・ジェルモン   | 椿姫                            | ヴェルディ               |
| ドン・カルロ               | ドン・カルロ                    | ヴェルディ               |
| ガブリエーレ・アドルノ     | シモン・ボッカネグラ            | ヴェルディ               |
| カッシオ／ロデリーゴ       | オテロ                          | ヴェルディ               |
| ドン・オッターヴィオ       | ドン・ジョヴァンニ              | モーツァルト             |
| フェランド                 | コジ・ファン・トゥッテ          | モーツァルト             |
| 僧侶／武士                 | 魔笛                            | モーツァルト             |
| トゥリッドゥ               | カヴァレリア・ルスティカーナ    | マスカーニ               |
| マウリーツィオ             | アドリアーナ・ルクヴルール      | チレア                   |
| アンドレア・シェニエ       | アンドレア・シェニエ            | ジョルダーノ             |
| ローリス・イパノフ         | フェドーラ                      | ジョルダーノ             |
| テレーマコ                 | ウリッセの帰還                  | モンテヴェルディ         |
| ヴァルター                 | タンホイザー                    | ワーグナー               |
| アルフレート／ブリント博士 | こうもり                        | ヨハン・シュトラウス     |
| 第3のユダヤ人              | サロメ                          | リヒャルト・シュトラウス |
| ガストン                   | 死の都                          | コルンゴルト             |
| メイントップ               | ビリー・バッド                  | ブリテン                 |
| シーピオ・プレムーダ       | 小さなイレーネはどうなったのか? | ベッタ                   |

## テレビ出演
- テレビドラマ『蝶々さん〜最後の武士の娘〜』（2011年11月19日（前編）、2011年11月26日（後編）、NHK総合テレビ「土曜ドラマスペシャル） ピンカートン役

## ディスコグラフィー
CD
- CARUSO　（ディスククラシカ DCJA-21034） 価格 3,024円（税込）

DVD
- 蝶々さん 〜最後の武士の娘〜 全2枚セット（2012年5月21日、東映/東映ビデオ）

ブルーレイ
- 蝶々さん 〜最後の武士の娘〜 全2枚セット（2012年5月21日、東映/東映ビデオ）